# 鄂城县
鄂城县，中国旧县名，1950年前为今天的湖北省鄂州市。

## 历史沿革
- 春秋时期，楚王熊渠封儿子摯紅为鄂王，在长江南岸梁子湖畔修筑鄂王城，湖北省的简称“鄂”由此而来。
- 221年，东吴孙权在此建城，取“以武而昌”之义，改鄂县为武昌，定都于此。在设置武昌县的同时设置武昌郡，治武昌县。
- 隋朝改郢州为鄂州，治所在江夏县（现武汉市武昌区），因此不少人误以为是鄂州和武昌名字互换。
- 元代改当时的鄂州路为武昌路，明代改为武昌府，治所仍在江夏县。
- 为了区别，武昌府城被称为“上武昌”，武昌县城被称为“下武昌”，因此又有“上下武昌城”的说法。武昌起义就发生在武昌府城。「倘若某人说要去武昌，就要说清楚是去位于江夏县城的武昌府还是去武昌县，两者地图上直线距离48公里，即使是如今的高速路也相距76公里。要让古人走，水乡曲曲弯弯的路程恐怕三天也要抓紧才行，《清史稿》称相距180里。」[1]
- 民国以后，废除府制，原武昌府治所江夏县被改为武昌县。1913年，原武昌县改名寿昌县。
- 1914年，因与浙江省寿昌县重名，又改名鄂城县。
- 1949年后，曾设立鄂城市，与鄂城县并存。1983年，设立省辖鄂州市。